# طريق الوصل (الإمارات العربية المتحدة)

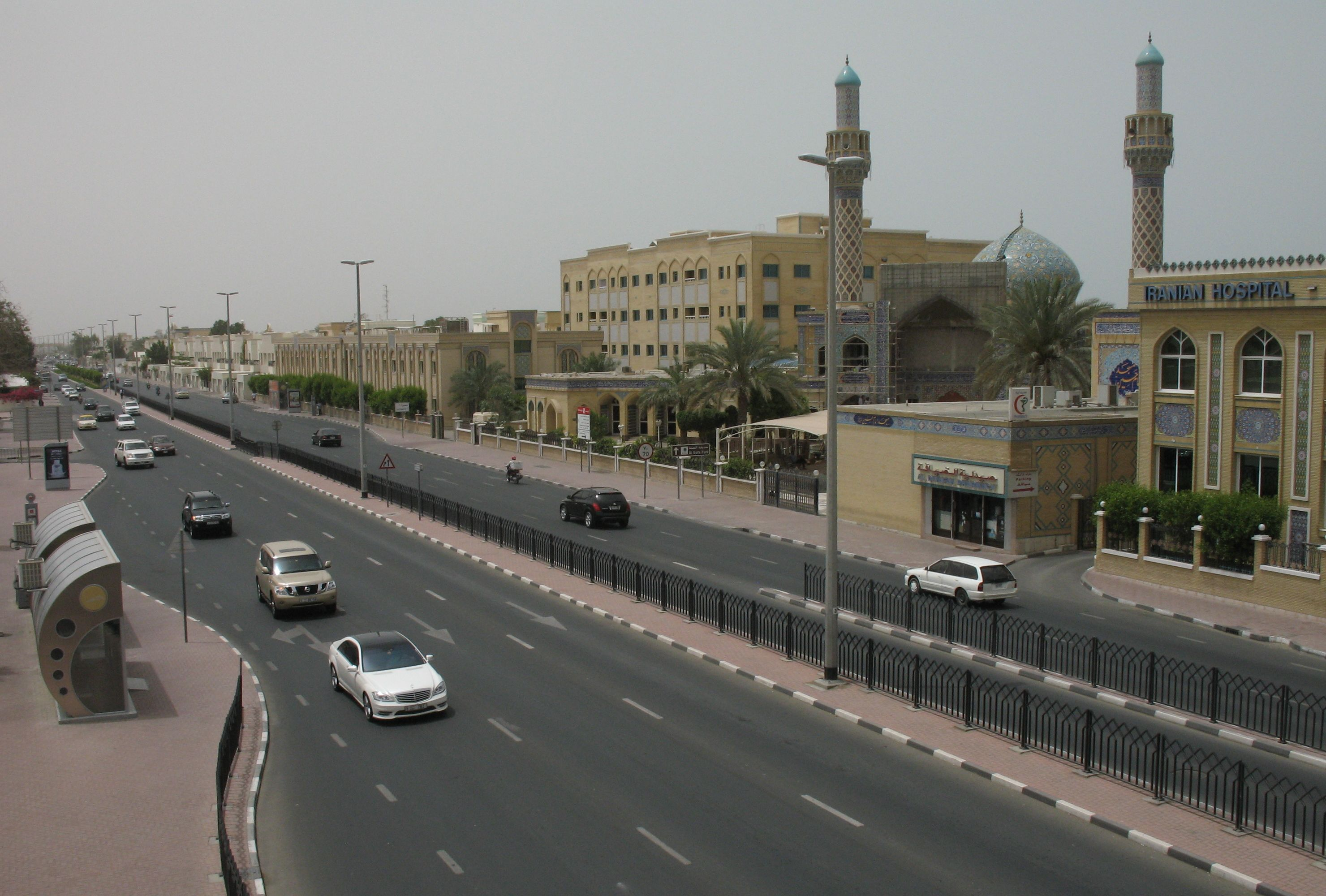
طريق الوصل.

طريق D 92 (الإمارات العربية المتحدة)، المعروف أيضًا باسم طريق الخليج أو طريق الميناء أو طريق الوصل ، وهو طريق في دبي، الإمارات العربية المتحدة. ابتداءً من منطقة الممزر، يتقدم D 92 باتجاه الجنوب الغربي ، بعد ديرة ، الشندغة ، ميناء راشد وبر دبي . ثم يمتد D 92 بالتوازي مع D 94 (شارع جميرا) و D 90 (طريق السطوة) قبل أن ينتهي عند تقاطع مع شارع أم سقيم في أم سقيم. الطريق الذي يمر عبر نفق الشندغة يتيح الوصول إلى بر دبي.
تشمل المعالم الهامة الواقعة على طول D 92 سوق الذهب في دبي ونفق الشندغة ودوار الصقر والقنصلية الإيرانية والمدرسة الأمريكية في دبي ومركز شرطة الوصل وحديقة الصفا وأكاديمية شرطة دبي.